# Arvid von Nolcken
Arvid von Nolcken, född 20 november 1771 på Hanaskog i Kviinge socken, död 11 oktober 1807 i Karlstad, var en svensk friherre i släkten von Nolcken och landshövding.

## Biografi
Arvid von Nolcken var son till hovstallmästaren Arvid Reinhold von Nolcken och friherrinnan Margareta Sofia Kurck, samt sonson till Erik Mattias von Nolcken. Efter att ha varit auskultant vid Göta hovrätt, blev han kanslist där, för att 1796 bli adjungerad ledamot, och 1799 assessor. 1794 blev han häradshövding över Halmstads, Höks och Tönnersjö härader, 1798 kammarherre med nyckel, samt 1802 landshövding i Värmlands län.
von Nolcken var gift med Hedvig Maria Lovisa von Schantz född i adelsätten von Schantz.